# Copa América 1975/Kader
Dieser Artikel enthält die Kader der 10 Nationalmannschaften bei der Copa América 1975 in Brasilien. Die Spiele mit statistischen Details beinhaltet der Artikel Copa América 1975/Spiele.

## Gruppe A

### Argentinien
| Position   | Name                 | Verein                 | Geburtsdatum      | Anzahl der Spiele | Tor | Rote Karte |
| ---------- | -------------------- | ---------------------- | ----------------- | ----------------- | --- | ---------- |
| Torwart    | Hugo Gatti           | Unión de Santa Fe      | 19. August 1944   | 4                 | 0   | 0          |
| Abwehr     | Daniel Killer        | Rosario Central        | 21. Dezember 1949 | 4                 | 3   | 0          |
| Abwehr     | Mario Killer         | Rosario Central        | 15. August 1951   | 2                 | 0   | 0          |
| Abwehr     | José Luis Pavoni     | Newell’s Old Boys      | 23. Mai 1954      | 4                 | 0   | 0          |
| Abwehr     | Rafael Pavón         | CA Belgrano            | 5. Februar 1951   | 2                 | 0   | 0          |
| Abwehr     | Andrés Rebottaro     | Newell’s Old Boys      | 5. September 1952 | 4                 | 0   | 0          |
| Mittelfeld | Osvaldo Ardiles      | Club Atlético Huracán  | 3. August 1952    | 4                 | 2   | 0          |
| Mittelfeld | Julio Asad           | CA Vélez Sarsfield     | 7. Juni 1953      | 4                 | 1   | 0          |
| Mittelfeld | Américo Gallego      | Newell’s Old Boys      | 25. April 1955    | 4                 | 1   | 0          |
| Mittelfeld | José Daniel Valencia | Club Atlético Talleres | 3. Oktober 1955   | 2                 | 0   | 0          |
| Mittelfeld | Mario Zanabria       | Newell’s Old Boys      | 1. Oktober 1948   | 4                 | 2   | 0          |
| Sturm      | Mario Kempes         | Rosario Central        | 15. Juli 1954     | 4                 | 3   | 0          |
| Sturm      | Ramón Bóveda         | Rosario Central        | 18. März 1949     | 4                 | 1   | 0          |
| Sturm      | Leopoldo Luque       | Unión de Santa Fe      | 3. Mai 1949       | 4                 | 4   | 0          |
| Sturm      | Jorge Valdano        | Newell’s Old Boys      | 4. Oktober 1955   | 1                 | 0   | 0          |

Trainer:  César Luis Menotti

### Brasilien
| Position   | Name               | Verein                  | Geburtsdatum       | Anzahl der Spiele | Tor | Rote Karte |
| ---------- | ------------------ | ----------------------- | ------------------ | ----------------- | --- | ---------- |
| Torwart    | Raul Plassmann     | Cruzeiro Belo Horizonte | 27. September 1944 | 5                 | 0   | 0          |
| Torwart    | Valdir Peres       | FC São Paulo            | 2. Januar 1951     | 1                 | 0   | 0          |
| Torwart    | Careca             | Atlético Mineiro        | 27. September 1943 | 0                 | 0   | 0          |
| Abwehr     | Getúlio            | Atlético Mineiro        | 26. Februar 1954   | 6                 | 0   | 0          |
| Abwehr     | Miguel Ferreira    | CR Vasco da Gama        | 20. September 1949 | 1                 | 0   | 0          |
| Abwehr     | Modesto Malachias  | Atlético Mineiro        | 20. März 1950      | 0                 | 0   | 0          |
| Abwehr     | Morais             | Cruzeiro Belo Horizonte |                    | 0                 | 0   | 0          |
| Abwehr     | Nelinho            | Cruzeiro Belo Horizonte | 26. Juli 1950      | 6                 | 3   | 0          |
| Abwehr     | Neto               | AA Caldense             | 3. November 1952   | 0                 | 0   | 0          |
| Abwehr     | Darci Menezes      | Cruzeiro Belo Horizonte | 24. September 1949 | 0                 | 0   | 0          |
| Abwehr     | Piazza             | Cruzeiro Belo Horizonte | 25. Februar 1943   | 4                 | 0   | 0          |
| Abwehr     | Pereira            | Palmeiras São Paulo     | 21. Juni 1949      | 2                 | 0   | 0          |
| Abwehr     | Vanderley Lázaro   | Cruzeiro Belo Horizonte | 20. Juni 1947      | 0                 | 0   | 0          |
| Abwehr     | Vantuir            | Atlético Mineiro        | 16. November 1949  | 2                 | 0   | 0          |
| Mittelfeld | Amaral             | Guarani FC              | 25. Dezember 1954  | 3                 | 0   | 0          |
| Mittelfeld | Ângelo             | Atlético Mineiro        | 31. Mai 1953       | 0                 | 0   | 0          |
| Mittelfeld | Danival            | Atlético Mineiro        | 5. November 1952   | 3                 | 3   | 0          |
| Mittelfeld | Wanderley Paiva    | Atlético Mineiro        | 7. April 1946      | 6                 | 0   | 0          |
| Mittelfeld | Zé Carlos          | Cruzeiro Belo Horizonte | 28. April 1945     | 2                 | 0   | 0          |
| Mittelfeld | Dirceu             | Cruzeiro Belo Horizonte | 3. September 1946  | 1                 | 0   | 0          |
| Mittelfeld | Eduardo Amorim     | Cruzeiro Belo Horizonte | 30. November 1950  | 0                 | 0   | 0          |
| Mittelfeld | Geraldo Assoviador | Flamengo Rio de Janeiro | 14. April 1954     | 2                 | 0   | 0          |
| Mittelfeld | Ivo Wortmann       | America FC (RJ)         | 10. März 1949      | 0                 | 0   | 0          |
| Sturm      | Joãozinho          | Cruzeiro Belo Horizonte | 15. Februar 1954   | 1                 | 0   | 0          |
| Sturm      | Marcelo Oliveira   | Atlético Mineiro        | 4. März 1955       | 3                 | 0   | 0          |
| Sturm      | Campos             | Atlético Mineiro        | 21. Dezember 1952  | 5                 | 2   | 0          |
| Sturm      | Palhinha           | Cruzeiro Belo Horizonte | 11. Juni 1950      | 6                 | 3   | 0          |
| Sturm      | Reinaldo           | Atlético Mineiro        | 11. Januar 1957    | 3                 | 0   | 0          |
| Sturm      | Roberto Batata     | Cruzeiro Belo Horizonte | 24. Juli 1949      | 6                 | 3   | 0          |
| Sturm      | Roberto Dinamite   | CR Vasco da Gama        | 13. April 1954     | 2                 | 0   | 0          |
| Sturm      | Romeu Evangelista  | Atlético Mineiro        | 27. März 1950      | 6                 | 1   | 0          |

Trainer:  Osvaldo Brandão

### Venezuela
| Position   | Name               | Verein                | Geburtsdatum      | Anzahl der Spiele | Tor | Rote Karte |
| ---------- | ------------------ | --------------------- | ----------------- | ----------------- | --- | ---------- |
| Torwart    | Andrés Arizaleta   | Portuguesa FC         | 23. Dezember 1950 | 3                 | 0   | 0          |
| Torwart    | Omar Colmenares    | Valencia Fútbol Club  | 13. Dezember 1945 | 1                 | 0   | 0          |
| Torwart    | Vicente Vega       | Deportivo Táchira FC  | 21. Februar 1955  | 1                 | 0   | 0          |
| Abwehr     | Pedro Castro       | Deportivo Galicia     | 26. Mai 1950      | 1                 | 0   | 0          |
| Abwehr     | Luis Marquina      | Portuguesa FC         | 12. November 1952 | 4                 | 0   | 0          |
| Abwehr     | Omar Ochoa         | Portuguesa FC         |                   | 3                 | 0   | 0          |
| Abwehr     | Orlando Torres     | Deportivo Italia FC   |                   | 4                 | 0   | 0          |
| Abwehr     | Néstor Vázquez     | Deportivo Italia FC   |                   | 2                 | 0   | 0          |
| Mittelfeld | Alejo González     | Deportivo Galicia     |                   | 3                 | 0   | 0          |
| Mittelfeld | Luis Mendoza       | Deportivo Galicia     | 21. Juni 1945     | 4                 | 0   | 0          |
| Mittelfeld | Richard Páez       | Estudiantes de Mérida | 12. Dezember 1952 | 4                 | 0   | 0          |
| Mittelfeld | Delmán Useche      | Anzoátegui FC         |                   | 4                 | 0   | 0          |
| Sturm      | José Acurzio       | Deportivo Portugués   |                   | 3                 | 0   | 0          |
| Sturm      | Vicente Flores     | Portuguesa FC         |                   | 1                 | 0   | 0          |
| Sturm      | Iván García        | Estudiantes de Mérida | 18. April 1957    | 3                 | 0   | 0          |
| Sturm      | Ramón Iriarte      | Deportivo Italia FC   |                   | 4                 | 1   | 0          |
| Sturm      | Miguel Rivas       | Estudiantes de Mérida |                   | 3                 | 0   | 0          |
| Sturm      | Rubén Darío Torres | Anzoátegui FC         |                   | 3                 | 0   | 0          |

Trainer:  Walter Róque

## Gruppe B

### Bolivien
| Position   | Name                    | Verein                        | Geburtsdatum      | Anzahl der Spiele | Tor | Rote Karte |
| ---------- | ----------------------- | ----------------------------- | ----------------- | ----------------- | --- | ---------- |
| Torwart    | Conrado Jiménez         | Club Bolívar                  | 10. Februar 1948  | 4                 | 0   | 0          |
| Abwehr     | Windsor del Llano       | Club Jorge Wilstermann        | 17. August 1949   | 1                 | 0   | 0          |
| Abwehr     | Luis Iriondo            | Club The Strongest            | 15. Dezember 1952 | 3                 | 0   | 0          |
| Abwehr     | Jaime Lima              | Club Bolívar                  | 2. November 1949  | 4                 | 0   | 0          |
| Abwehr     | Mario Rojas             | Club Bolívar                  | 8. September 1941 | 3                 | 0   | 0          |
| Mittelfeld | Eduardo Angulo          | Club The Strongest            | 2. März 1953      | 4                 | 0   | 0          |
| Mittelfeld | Luis Liendo             | Club Bolívar                  | 18. April 1949    | 3                 | 0   | 0          |
| Mittelfeld | Nicolás Linares         | Deportivo Municipal de La Paz | 6. Dezember 1945  | 2                 | 0   | 0          |
| Mittelfeld | Jaime Rimazza           | Deportivo Municipal de La Paz | 12. Dezember 1946 | 2                 | 0   | 0          |
| Mittelfeld | Freddy Vargas           | Club Jorge Wilstermann        | 13. Januar 1953   | 2                 | 0   | 0          |
| Sturm      | Juan Américo Díaz       | Club Bolívar                  | 12. November 1944 | 2                 | 0   | 0          |
| Sturm      | Juan Alfredo Farías     | Club The Strongest            | 25. Dezember 1956 | 2                 | 0   | 0          |
| Sturm      | Juan Carlos Fernández   | Club Jorge Wilstermann        | 25. Oktober 1946  | 2                 | 0   | 0          |
| Sturm      | Porfirio Tamaya Jimenez | Club Deportivo Guabirá        | 6. Februar 1952   | 4                 | 0   | 0          |
| Sturm      | Ovidio Messa            | Club Bolívar                  | 12. Dezember 1952 | 4                 | 3   | 0          |
| Sturm      | Mario Pariente          | Club The Strongest            |                   | 1                 | 0   | 0          |
| Sturm      | Raúl Alberto Morales    | Club Bolívar                  | 4. Juni 1942      | 3                 | 0   | 0          |
| Sturm      | Juan Carlos Sánchez     | Club Jorge Wilstermann        | 1. September 1956 | 1                 | 0   | 0          |

Trainer:  Freddy Valda

### Chile
| Position   | Name                     | Verein         | Geburtsdatum       | Anzahl der Spiele | Tor | Rote Karte |
| ---------- | ------------------------ | -------------- | ------------------ | ----------------- | --- | ---------- |
| Torwart    | Adolfo Nef               | CSD Colo-Colo  | 18. Januar 1946    | 2                 | 0   | 0          |
| Torwart    | Leopoldo Vallejos        | Unión Española | 16. Juli 1944      | 2                 | 0   | 0          |
| Abwehr     | Juan Machuca             | Unión Española | 7. März 1951       | 2                 | 0   | 0          |
| Abwehr     | Mario Galindo            | CSD Colo-Colo  | 10. August 1951    | 2                 | 0   | 0          |
| Abwehr     | Mario Soto               | Unión Española | 10. Juli 1950      | 4                 | 0   | 0          |
| Abwehr     | Leonel Herrera Rojas     | CSD Colo-Colo  | 10. Oktober 1948   | 1                 | 0   | 0          |
| Mittelfeld | Daniel Díaz Muñoz        | CD Huachipato  | 7. August 1948     | 4                 | 0   | 0          |
| Mittelfeld | Rafael González          | CSD Colo-Colo  | 24. April 1950     | 4                 | 0   | 0          |
| Mittelfeld | Eddio Inostroza          | Unión Española | 3. September 1946  | 3                 | 0   | 0          |
| Mittelfeld | Alfonso Lara             | CSD Colo-Colo  | 27. April 1946     | 1                 | 0   | 0          |
| Mittelfeld | Francisco Las Heras      | Unión Española | 21. August 1949    | 4                 | 0   | 0          |
| Mittelfeld | Javier Méndez            | CD Aviación    | 6. Juni 1949       | 1                 | 0   | 0          |
| Mittelfeld | Luis Araneda             | CSD Colo-Colo  | 9. April 1953      | 2                 | 2   | 0          |
| Mittelfeld | Carlos Reinoso           | Club América   | 7. März 1945       | 2                 | 1   | 0          |
| Sturm      | Miguel Ángel Gamboa      | CSD Colo-Colo  | 21. Juni 1951      | 4                 | 2   | 0          |
| Sturm      | Julio Crisosto           | CSD Colo-Colo  | 21. März 1950      | 1                 | 1   | 0          |
| Sturm      | Jorge Américo Spedaletti | Unión Española | 24. September 1947 | 4                 | 0   | 0          |
| Sturm      | Francisco Valdés         | CSD Colo-Colo  | 19. März 1943      | 1                 | 0   | 0          |
| Sturm      | Sergio Ahumada           | Unión Española | 2. Oktober 1948    | 4                 | 1   | 0          |
| Sturm      | Leonardo Véliz           | Unión Española | 3. September 1945  | 3                 | 0   | 0          |

Trainer:  Pedro Morales Torres

### Peru
| Position   | Name                  | Verein                    | Geburtsdatum       | Anzahl der Spiele | Tor | Rote Karte |
| ---------- | --------------------- | ------------------------- | ------------------ | ----------------- | --- | ---------- |
| Torwart    | Ottorino Sartor       | Universitario de Deportes | 18. September 1945 | 9                 | 0   | 0          |
| Torwart    | Eusebio Acasuzo       | Unión Huaral              | 8. April 1952      | 0                 | 0   | 0          |
| Torwart    | José González Ganoza  | Alianza Lima              | 10. Juli 1954      | 0                 | 0   | 0          |
| Abwehr     | Héctor Chumpitaz      | Universitario de Deportes | 12. April 1944     | 9                 | 0   | 0          |
| Abwehr     | Rubén Toribio Díaz    | Sporting Cristal          | 17. April 1952     | 9                 | 0   | 0          |
| Abwehr     | Julio Meléndez        | Juan Aurich               | 11. April 1945     | 9                 | 0   | 0          |
| Abwehr     | José Navarro Aramburu | Sporting Cristal          | 24. September 1948 | 3                 | 0   | 0          |
| Abwehr     | Santiago Ojeda        | Alianza Lima              | 26. April 1951     | 5                 | 0   | 0          |
| Abwehr     | Eleazar Soria         | CA Independiente          | 11. Januar 1948    | 9                 | 0   | 0          |
| Mittelfeld | César Cueto           | Alianza Lima              | 6. Juni 1952       | 1                 | 1   | 0          |
| Mittelfeld | Raúl Párraga          | Sporting Cristal          | 7. Juli 1947       | 3                 | 0   | 0          |
| Mittelfeld | Alfredo Quesada       | Sporting Cristal          | 22. September 1949 | 9                 | 0   | 0          |
| Mittelfeld | Pedro Ruiz La Rosa    | Unión Huaral              | 6. Juli 1947       | 2                 | 0   | 0          |
| Mittelfeld | José Velásquez        | Alianza Lima              | 4. Juni 1952       | 1                 | 0   | 0          |
| Sturm      | Julio Aparicio        | Universitario de Deportes | 30. Januar 1955    | 1                 | 0   | 0          |
| Sturm      | Gerónimo Barbadillo   | Defensor Lima             | 24. September 1952 | 2                 | 0   | 0          |
| Sturm      | Enrique Casaretto     | Universitario de Deportes | 20. September 1945 | 2                 | 2   | 0          |
| Sturm      | Teófilo Cubillas      | FC Porto                  | 8. März 1949       | 6                 | 2   | 0          |
| Sturm      | Juan Carlos Oblitas   | Universitario de Deportes | 16. Februar 1951   | 9                 | 3   | 0          |
| Sturm      | Oswaldo Ramírez       | Universitario de Deportes | 28. März 1947      | 9                 | 3   | 0          |
| Sturm      | Percy Rojas           | Universitario de Deportes | 16. September 1949 | 8                 | 2   | 0          |
| Sturm      | Hugo Sotil            | FC Barcelona              | 18. Mai 1949       | 1                 | 1   | 0          |

Trainer:  Marcos Calderón

## Gruppe C

### Ecuador
| Position   | Name                   | Verein                  | Geburtsdatum      | Anzahl der Spiele | Tor | Rote Karte |
| ---------- | ---------------------- | ----------------------- | ----------------- | ----------------- | --- | ---------- |
| Torwart    | Carlos Omar Delgado    | CD El Nacional          | 7. Februar 1950   | 3                 | 0   | 0          |
| Torwart    | Eduardo Méndez         | CD El Nacional          | 13. Januar 1947   | 0                 | 0   | 0          |
| Torwart    | Máximo Vera            | Barcelona Sporting Club |                   | 1                 | 0   | 0          |
| Abwehr     | Jefferson Camacho      | Club Sport Emelec       | 18. Mai 1949      | 4                 | 0   | 0          |
| Abwehr     | Fausto Carrera         | Universidad Católica    | 12. März 1950     | 2                 | 0   | 0          |
| Abwehr     | Rafael Guerrero        | Club Sport Emelec       | 28. Dezember 1951 | 0                 | 0   | 0          |
| Abwehr     | Washington Guevara     | LDU Quito               | 30. April 1946    | 1                 | 0   | 0          |
| Abwehr     | Fausto Klinger         | LDU Cuenca              | 15. April 1953    | 4                 | 0   | 0          |
| Abwehr     | Víctor Peláez          | Barcelona Sporting Club | 12. Februar 1947  | 4                 | 0   | 0          |
| Abwehr     | Miguel Pérez           | CD El Nacional          | 8. März 1945      | 2                 | 0   | 0          |
| Abwehr     | Ramiro Tobar           | LDU Quito               | 1. Mai 1944       | 4                 | 0   | 0          |
| Mittelfeld | Ricardo Armendáriz     | Club Sport Emelec       | 26. März 1954     | 0                 | 0   | 0          |
| Mittelfeld | Vicente Cabezas        | CD El Nacional          | 5. April 1945     | 3                 | 0   | 1          |
| Mittelfeld | Gonzalo Castañeda      | Club Sport Emelec       | 10. Januar 1948   | 4                 | 1   | 0          |
| Mittelfeld | Wilmer Gómez           | Club Sport Emelec       | 15. Mai 1951      | 1                 | 0   | 0          |
| Mittelfeld | José Fabián Paz y Miño | CD El Nacional          | 16. März 1953     | 2                 | 0   | 0          |
| Mittelfeld | Carlos René Ron        | CD El Nacional          | 16. Dezember 1953 | 2                 | 0   | 0          |
| Mittelfeld | Jorge Ernesto Tapia    | LDU Quito               | 10. April 1949    | 3                 | 0   | 0          |
| Sturm      | Polo Carrera           | LDU Quito               | 11. Januar 1945   | 4                 | 1   | 0          |
| Sturm      | Félix Lasso            | CD El Nacional          | 28. Mai 1945      | 4                 | 1   | 0          |
| Sturm      | Gustavo Tapia          | LDU Quito               |                   | 3                 | 0   | 0          |

Trainer:  Roque Máspoli

### Kolumbien
| Position   | Name                   | Verein                 | Geburtsdatum       | Anzahl der Spiele | Tor | Rote Karte |
| ---------- | ---------------------- | ---------------------- | ------------------ | ----------------- | --- | ---------- |
| Torwart    | Jaime Deluque          | Atlético Junior        |                    | 0                 | 0   | 0          |
| Torwart    | Pedro Zape             | Deportivo Cali         | 3. Juni 1949       | 9                 | 0   | 0          |
| Abwehr     | Edgar Angulo           | Atlético Nacional      | 2. März 1953       | 1                 | 1   | 0          |
| Abwehr     | Miguel Antonio Escobar | Deportivo Cali         | 18. April 1945     | 9                 | 0   | 0          |
| Abwehr     | Euclides González      | Millonarios FC         |                    | 0                 | 0   | 0          |
| Abwehr     | Alonso López           | Millonarios FC         | 27. Mai 1957       | 0                 | 0   | 0          |
| Abwehr     | Henry Caicedo          | Deportivo Cali         | 18. Juli 1951      | 2                 | 0   | 0          |
| Abwehr     | Arturo Segovia         | Millonarios FC         | 26. Oktober 1941   | 9                 | 0   | 0          |
| Abwehr     | Luis Eduardo Soto      | Millonarios FC         |                    | 1                 | 0   | 0          |
| Mittelfeld | Oswaldo Calero         | Deportivo Cali         | 24. April 1945     | 9                 | 1   | 0          |
| Mittelfeld | Willington Ortiz       | Millonarios FC         | 26. März 1952      | 7                 | 2   | 0          |
| Mittelfeld | Ponciano Castro        | Independiente Medellín | 26. Januar 1953    | 9                 | 2   | 0          |
| Mittelfeld | Jairo Arboleda         | Deportivo Cali         | 20. September 1947 | 6                 | 0   | 1          |
| Mittelfeld | Óscar Emilio Bolaño    | Independiente Santa Fe | 14. Mai 1951       | 6                 | 0   | 0          |
| Mittelfeld | Jesús María Rubio      | Millonarios FC         |                    | 3                 | 0   | 0          |
| Mittelfeld | Diego Umaña            | Deportivo Cali         | 12. März 1951      | 5                 | 0   | 0          |
| Mittelfeld | José Zárate            | Atlético Junior        |                    | 9                 | 0   | 0          |
| Mittelfeld | Carlos Emilio Rendón   | Millonarios FC         |                    | 1                 | 0   | 0          |
| Sturm      | Nelson Silva Pacheco   | Atlético Junior        | 8. Oktober 1944    | 3                 | 0   | 0          |
| Sturm      | Eduardo Retat          | Atlético Nacional      | 16. Juni 1948      | 8                 | 1   | 0          |
| Sturm      | Víctor Campaz          | Atlético Nacional      | 21. Mai 1949       | 3                 | 0   | 0          |
| Sturm      | José Ernesto Díaz      | Independiente Santa Fe | 13. September 1952 | 8                 | 4   | 0          |
| Sturm      | Hugo Lóndero           | Atlético Nacional      | 18. September 1946 | 3                 | 0   | 0          |

Trainer:  Efraín Sánchez

### Paraguay
| Position   | Name                    | Verein               | Geburtsdatum      | Anzahl der Spiele | Tor | Rote Karte |
| ---------- | ----------------------- | -------------------- | ----------------- | ----------------- | --- | ---------- |
| Torwart    | Ever Hugo Almeida       | Club Olimpia         | 1. Juli 1948      | 3                 | 0   | 0          |
| Torwart    | José de La Cruz Benítez | Club Olimpia         | 3. Mai 1952       | 1                 | 0   | 0          |
| Abwehr     | Gustavo Benítez         | Club Olimpia         | 5. Februar 1953   | 4                 | 0   | 0          |
| Abwehr     | Juan Carlos Espínola    | Club Libertad        | 12. Juli 1953     | 2                 | 0   | 0          |
| Abwehr     | Julián Florentín        | River Plate Asunción | 10. November 1957 | 1                 | 0   | 0          |
| Abwehr     | José Domingo Insfrán    | River Plate Asunción | 4. August 1949    | 4                 | 0   | 0          |
| Abwehr     | Francisco Riveros       | River Plate Asunción | 11. Juli 1946     | 1                 | 0   | 0          |
| Abwehr     | Alicio Solalinde        | River Plate Asunción | 1. Februar 1952   | 1                 | 0   | 0          |
| Abwehr     | Alcides Sosa            | Club Olimpia         | 24. März 1944     | 3                 | 0   | 0          |
| Abwehr     | Flaminio Sosa           | Club Olimpia         |                   | 3                 | 0   | 0          |
| Mittelfeld | Fermín Escobar          | River Plate Asunción |                   | 1                 | 0   | 0          |
| Mittelfeld | Pedro Fleitas           | Club Libertad        | 11. Juli 1953     | 1                 | 0   | 0          |
| Mittelfeld | Francisco Rivera Miltos | Sportivo Luqueño     | 15. Mai 1952      | 3                 | 0   | 0          |
| Mittelfeld | Hugo Talavera           | Club Cerro Porteño   | 31. Oktober 1941  | 2                 | 0   | 0          |
| Mittelfeld | Luis Torres             | Club Olimpia         | 7. November 1952  | 4                 | 0   | 0          |
| Sturm      | Hugo Enrique Kiesse     | Club Olimpia         | 18. Oktober 1954  | 4                 | 2   | 0          |
| Sturm      | Cristóbal Maldonado     | Club Libertad        | 12. Oktober 1951  | 2                 | 0   | 0          |
| Sturm      | Apolinar Paniagua       | Club Olimpia         |                   | 3                 | 0   | 0          |
| Sturm      | Clemente Rolón          | River Plate Asunción | 23. November 1951 | 3                 | 2   | 0          |
| Sturm      | Carlos Báez Vargas      | Club Cerro Porteño   | 1953              | 3                 | 1   | 0          |

Trainer:  José María Rodríguez

## Halbfinale

### Uruguay
| Position   | Name                  | Verein               | Geburtsdatum       | Anzahl der Spiele | Tor | Rote Karte |
| ---------- | --------------------- | -------------------- | ------------------ | ----------------- | --- | ---------- |
| Torwart    | Walter Corbo          | Peñarol Montevideo   | 2. Mai 1949        | 2                 | 0   | 0          |
| Torwart    | Omar Correa           | River Plate          | 6. Januar 1953     | 0                 | 0   | 0          |
| Abwehr     | Nelson Acosta         | Peñarol Montevideo   | 12. Juni 1944      | 2                 | 0   | 0          |
| Abwehr     | Nils Roque Chagas     | Danubio FC           |                    | 1                 | 0   | 0          |
| Abwehr     | Mario González        | Peñarol Montevideo   | 27. Mai 1950       | 2                 | 0   | 0          |
| Abwehr     | Juan Vicente Morales  | CA Cerro             | 18. April 1956     | 1                 | 0   | 0          |
| Abwehr     | Walter Olivera        | Peñarol Montevideo   | 16. August 1952    | 1                 | 0   | 0          |
| Abwehr     | Darío Pereyra         | Nacional Montevideo  | 20. Oktober 1956   | 0                 | 0   | 0          |
| Abwehr     | Carlos Peruena        | Peñarol Montevideo   | 13. März 1955      | 1                 | 0   | 0          |
| Abwehr     | Alfredo De los Santos | Nacional Montevideo  | 12. Februar 1956   | 1                 | 0   | 1          |
| Abwehr     | Mario Zoryez          | Peñarol Montevideo   | 9. September 1950  | 0                 | 0   | 0          |
| Mittelfeld | Juan Ramón Carrasco   | Nacional Montevideo  | 15. September 1956 | 1                 | 0   | 0          |
| Mittelfeld | José Lorenzo          | CA Cerro             |                    | 2                 | 0   | 0          |
| Mittelfeld | Ricardo Santiago Mier | Huracán Buceo        | 18. Januar 1952    | 2                 | 0   | 0          |
| Mittelfeld | Hebert Revetria       | Nacional Montevideo  | 27. August 1955    | 1                 | 0   | 0          |
| Mittelfeld | Saúl Rivero           | Liverpool Montevideo | 23. Juli 1954      | 0                 | 0   | 0          |
| Mittelfeld | Lorenzo Unanue        | Peñarol Montevideo   | 22. März 1953      | 1                 | 0   | 0          |
| Sturm      | Richard Forlán        | Montevideo Wanderers |                    | 2                 | 0   | 0          |
| Sturm      | Fernando Morena       | Peñarol Montevideo   | 2. Februar 1952    | 2                 | 1   | 1          |
| Sturm      | Juan Carlos Ocampo    | Danubio FC           | 22. Februar 1952   | 1                 | 0   | 0          |
| Sturm      | Ramón Silva           | Peñarol Montevideo   | 30. August 1948    | 2                 | 0   | 0          |

Trainer:  Juan Schiaffino